# 小沢章治
小沢 章治（おざわ しょうじ、1942年1月20日 - ）は、日本の元俳優。大野剣友会、ロンロン企画に所属していた。

## 人物
大野剣友会の一員として、俳優の他、特撮作品でスーツアクターを務めた。2020年から映像コンテンツ権利処理機構に連絡のとれない権利者として掲載されている。
村枝賢一によると「男っぽい顔」。そのため、大野剣友会の同窓会に参加した際、「ヤクザな人が一人がいるなぁ」と思っていたところ、「モモレンジャーです」と挨拶され、驚いたと話している。

## 出演作品

### テレビドラマ
- 人間の條件（1962年）
- 源義経（1966年）
- 仮面ライダーアマゾン（1974年） - モグラ獣人[4]
- 秘密戦隊ゴレンジャー（1975年） - モモレンジャー[2][5]、仮面怪人[5]
- 仮面ライダーストロンガー（1975年） - 怪人[注釈 2]
- 青春の門（1976年）
- 忍者キャプター（1976年） - 風魔顔なし（7話）、どくろ行者（19話）、甲賀影法師（28話）、甲賀イタチ丸（34話）、甲賀赤天狗（38話）
- 破れ奉行（1977年）
- 快傑ズバット（1977年） - 黒やもり（10話）、ダルタニアン（25話）[2]
- 赤い激流（1977年）
- 黄金の日日（1978年） - 傭兵（第1話）
- 大追跡（1978年）
- 俺たちは天使だ!（1979年）
- なぜか初恋・南風（1980年）
- 想思樹の歌（1980年）
- 虹子の冒険（1981年）
- 午後の旅立ち（1981年） - 酒処の係
- 峠の群像（1982年） - 大名
- 春の波涛（1985年） - 男